# گروه فیلم چین
گروه فیلم چین (انگلیسی: China Film Group) شرکت رسانه‌ای چینی است، که در سال ۱۹۹۹ تأسیس شد.